# Фермен (Південна Кароліна)
Фермен (англ. Furman) — місто (англ. town) в США, в окрузі Гемптон штату Південна Кароліна. Населення — 224 особи (2020).

## Географія
Фермен розташований за координатами 32°40′52″ пн. ш. 81°11′16″ зх. д. / 32.68111° пн. ш. 81.18778° зх. д. (32.681247, -81.187705).  За даними Бюро перепису населення США в 2010 році місто мало площу 8,07 км², уся площа — суходіл.

## Демографія
Згідно з переписом 2010 року, у місті мешкало 239 осіб у 99 домогосподарствах у складі 66 родин. Густота населення становила 30 осіб/км².  Було 135 помешкань (17/км²).
Расовий склад населення:
| - 73,2 % — чорних або афроамериканців - 25,9 % — білих |

До двох чи більше рас належало 0,8 %. Частка іспаномовних становила 1,3 % від усіх жителів.
За віковим діапазоном населення розподілялося таким чином: 17,6 % — особи молодші 18 років, 62,7 % — особи у віці 18—64 років, 19,7 % — особи у віці 65 років та старші. Медіана віку мешканця становила 49,1 року. На 100 осіб жіночої статі у місті припадало 83,8 чоловіків;  на 100 жінок у віці від 18 років та старших — 77,5 чоловіків також старших 18 років.
Середній дохід на одне домашнє господарство  становив 37 226 доларів США (медіана — 30 000), а середній дохід на одну сім'ю — 43 135 доларів (медіана — 32 125). Медіана доходів становила 28 393 долари для чоловіків та 26 250 доларів для жінок. За межею бідності перебувало 20,5 % осіб, у тому числі 36,5 % дітей у віці до 18 років та 7,2 % осіб у віці 65 років та старших.
Цивільне працевлаштоване населення становило 100 осіб. Основні галузі зайнятості: сільське господарство, лісництво, риболовля — 20,0 %, мистецтво, розваги та відпочинок — 19,0 %, роздрібна торгівля — 13,0 %, виробництво — 13,0 %.